# Accacidia stehliki
Accacidia stehliki är en insektsart som beskrevs av Irena Dworakowska 1974. Accacidia stehliki ingår i släktet Accacidia och familjen dvärgstritar. Inga underarter finns listade i Catalogue of Life.